# Speiroceras pectinellum
Speiroceras pectinellum är en fjärilsart som beskrevs av Pierre Chrétien 1911. Speiroceras pectinellum ingår i släktet Speiroceras och familjen mott. Inga underarter finns listade i Catalogue of Life.